# Debabarrena
Die Comarca Debabarrena ist eine der acht Comarcas in der Provinz Gipuzkoa.
Die im Nordwesten der Provinz gelegene Comarca umfasst sechs Gemeinden auf einer Fläche von 181,51 km².

## Gemeinden
| Gemeinde                        | Einwohner (2024) | Fläche km² | Dichte Einw./km² | Cod INE | Postleitzahl |
| ------------------------------- | ---------------- | ---------- | ---------------- | ------- | ------------ |
| Deba                            | 5.399            | 50,32      | 107              | 20029   | 20820        |
| Eibar                           | 27.362           | 24,78      | 1.104            | 20030   | 20600        |
| Elgoibar                        | 11.585           | 39,11      | 296              | 20032   | 20870        |
| Mendaro                         | 2.004            | 25,39      | 79               | 20901   | 20850        |
| Mutriku                         | 5.281            | 27,69      | 191              | 20056   | 20830        |
| Soraluze-Placencia de las Armas | 3.810            | 14,22      | 268              | 20065   | 20590        |
| Comarca Debabarrena             | 55.441           | 181,51     | 305              | –       | –            |